# Phoenix (아시아의 음반)
| 전문가 평가 | 전문가 평가 |
| 평가 점수   | 평가 점수   |
| 출처        | 점수        |
| ----------- | ----------- |
| AllMusic    | [ 1 ]       |

《Phoenix》는 2008년 4월 11일에 발매된 영국의 록 밴드 아시아의 열 번째 스튜디오 음반이다. 2006년 재결합 이후 최초의 라인업 스튜디오 녹음이었다.

## 평가
《Phoenix》는 다소 양극화되는 것으로 여겨졌다. 뉴스 및 리뷰 사이트 빈티지록은 이 밴드가 몇 년 동안 상당히 성숙했다고 말하면서 이 음반에 긍정적인 반응을 보였다. "우수한 음악성과 훌륭한 노래들은 결코 유행에 뒤떨어지지 않으며, 《Phoenix》가 1982년부터 그룹의 데뷔 무대까지 오를 수 있다고 생각하는 것은 비논리적이지만, 이 음반은 그 목적에 충실함으로써 성공합니다. 만약 이번 발매가 앞으로 다가올 것들을 위한 준비라면, 우리는 아시아에서 더 새롭고 멋진 음악을 볼 수 있을 것입니다." 올뮤직은 또한 아시아의 첫 두 음반과 호의적으로 비교되는 4/5의 평점을 받으며 전반적으로 음반에 대해 긍정적이었다. 한편, 《버라이어티》는 바로 그 같은 이유로 그것을 비판하면서, "이번에 정말 놓친 것은 앞서 언급한 〈Heat〉와 〈Only Time Will Tell〉의 팝/록 캐치볼입니다. 〈Heroine〉과 〈I Will Remember You〉와 같은 지나치게 감상적인 무자크와 작은 실제 록은 여러분이 집에 다시 갈 수 없을 뿐만 아니라 정말로 집에 들어가서는 안 된다는 것을 상기시키는 역할을 할 뿐입니다." 《글라이드》 매거진은 또한 이 음반을 다루었다. "《Phoenix》는 실질적으로 만회할 수 있는 자질이 없기 때문에, 아시아 데뷔는 슬프게도 그 자체에도 불구하고 제가 좋아하는 것으로 밀려나는 것 같습니다. 《Phoenix》는 심지어 그렇게 잘 지내지도 못합니다. 왜냐하면 죄책감이나 다른 즐거움이 없기 때문입니다. 잿더미에서 솟아나는 모든 것이 좋은 것은 아닌 것 같습니다."

## 곡 목록
모든 곡들은 특별한 언급이 없는 한 존 웨튼과 제프 다운스에 의해 작사/작곡하였다.
| #   | 제목                                       | 작사·작곡                          | 재생 시간 |
| --- | ------------------------------------------ | ---------------------------------- | --------- |
| 1.  | 〈Never Again〉                            |                                    | 4:55      |
| 2.  | 〈Nothing's Forever〉                      | 웨튼                               | 5:46      |
| 3.  | 〈Heroine〉                                |                                    | 4:54      |
| 4.  | 〈Sleeping Giant / No Way Back / Reprise〉 |                                    | 8:10      |
| 5.  | 〈Alibis〉                                 | 다운스, 스티브 하우, 칼 파머, 웨튼 | 5:40      |
| 6.  | 〈I Will Remember You〉                    |                                    | 5:12      |
| 7.  | 〈Shadow of a Doubt〉                      |                                    | 4:18      |
| 8.  | 〈Parallel Worlds / Vortex / Déyà〉        |                                    | 8:13      |
| 9.  | 〈Wish I'd Known All Along〉               | 하우                               | 4:07      |
| 10. | 〈Orchard of Mines〉                       | 제프리 페이먼, 대니얼 퍼시         | 5:12      |
| 11. | 〈Over and Over〉                          | 하우                               | 3:34      |
| 12. | 〈An Extraordinary Life〉                  |                                    | 4:59      |